# Jellinek Harry
Jellinek Harry (Rimaszombat, 1924. november 25. – Budapest, 2005. január 6.) magyar orvos, patológus, egyetemi tanár, Professor emeritus, a II. sz. Patológiai Intézet korábbi igazgatója
1924-ben született a szlovákiai Rimaszombatban. Az ottani magyar gimnázium elvégzése után, szülővárosának Magyarországhoz történt visszacsatolása révén, Debrecenben kezdhette el orvosi tanulmányait, majd Budapesten folytatva, 1950-ben „summa cum laude” minősítéssel diplomázott. Medikusként a Rókus Kórház Patológiai Osztályán Zalka Ödön professzor mellett dolgozva kötelezte el magát a patológia mellett.

## Az ifjú patológus
Mikor az 1934-ben megszüntetett II. sz. Patológiai Intézetet 1948-ban újra megalakították és annak élére Zalka professzort nevezték ki, vele együtt jött át az egyetemre. Tehetsége, fáradhatatlan szorgalma és rendkívüli munkabírása, szervezőkészsége révén pályáján gyorsan haladt előre, 1952-ben már tanársegéd, 1953-ban pedig adjunktus. Zalka professzor korai halála után Haranghy László professzor mellett 1956-tól docensként igen nehéz anyagi és személyi körülmények között irányította az intézet rutin és oktatási tevékenységét. Megszervezte az 1956 őszén kiégett intézet újjáépítését és bővítését. Régi sebészi ambícióit nem feledve, sebészekkel együttműködve, kutyakísérletekben tanulmányozta a sérült vagy hiányos érfal regenerációját. Ebből a témából kandidált 1959-ben. A Semmelweis Orvostudományi Egyetemen 1962 és 1965 között dékán-helyettes.

## Tudományos élet
- Angiopatológiai vizsgálatait, alapkutatási szinten is, az általa létrehozott, 1959-től egyre bővülő munkacsoport vezetőjeként folytatta. Szorgalmazta újabb és újabb metodikák bevezetését, és ha azok már jól működtek, a rutin patológiai anyag feldolgozásakor is elvárta alkalmazásukat. Haranghy László nyugdíjba vonulását követően egy évig megbízott intézetvezető volt, majd 1968 júliusától intézetigazgató professzor. Huszonöt éves igazgatói tevékenysége alatt számos kliniko-patológiai indíttatású, beteg- és rutin-centrikus oktatási reformot kezdeményezett és vitt sikerre az intézetben és a karon. Szorgalmazta a külföldi kongresszusokon való szereplést, kapcsolatteremtést, a tudományos együttműködést.
- Aktív résztvevője és formálója volt a szakmai és tudományos közéletnek. Hosszú éveken át elnöke, majd élete végéig tiszteletbeli elnöke volt a Magyar Arteriosclerosis Társaságnak és a Magyar Pathologus Társaságnak. 1984–2001-ig vezette az Országos Patológiai Intézetet és nemzetközi, valamint hazai tudományos és továbbképző kongresszusokat, konzultációkat szervezett. Tevékenységének nemzetközi elismerését jelentette, hogy 1983-ban ő volt az Európai Pathologus Társaság tiszteletbeli elnöke, megelőzően hat évig a társaság alelnöke volt. Tiszteletbeli tagja volt az osztrák, német és csehszlovák pathologus társaságnak. Kezdeményezte a Magyar Pathologus Társaság belépését a Nemzetközi Pathologiai Akadémiába (IAP), és megalapította annak Magyar Divízióját. Nemzetközi érpatológiai kutatásokat indított.
- Külföldi kapcsolatait a magyar patológusok és az egyetemi oktatás javára felhasználva vezette a nyolcvanas években a Semmelweis Orvostudományi Egyetem küldöttségét a heidelbergi, a freiburgi, a páduai és berlini egyetemmel kötött együttműködési szerződések tárgyalásain. Ezen tevékenységének elismeréseként az Egyetemi Tanács 1995-ben az „Egyetem Tiszteletbeli Konzulja” címmel tüntette ki.
- 2004 őszén, a Magyar Pathologus Társaság kongresszusán, tanszéki utódai, munkatársai, tanítványai, magyar és külföldi tisztelői külön tudományos szekcióban méltatták munkásságát és ünnepelték 80. születésnapját. Betegségét feledtetve, előadásában a régi napjaira emlékeztető dinamizmussal foglalta össze kutatási eredményeit, és meghatottan köszönte az ünneplést. Jellinek professzor korábbi munkatársai, tanítványai közül számos intézet- és klinikavezető professzor, főorvos és elismert kutató, oktató került ki. Ö maga mindent elkövetett, hogy embereinek és az új magyar orvosnemzedék arra érdemes képviselőinek nemzetközi elismertségét elősegítse. Mindenre figyelt, mindent jobbítani akart, mindenkivel szót értett és mindenütt megszerették. Egyre közismertebb lett és egyre inkább elismerték kezdeményezőkészségét, áttekintőképességét, lényegre törő, következetes tárgyalási stílusát.

## Díjak, elismerések, tisztségek
- Kutatói, szervezői tevékenységének és a nemzetközi kapcsolatok ápolásában elért eredményeinek elismerése számos kitüntetés, nemzetközi tudományos folyóirat szerkesztőbizottsági tagsága lett.
- 1973-ban megkapta a Magyar Tudományos Akadémia Akadémiai Díját
- 1991-ben a Linser díjjal tüntették ki (Német Arteriosclerosis Társaság)
- 1993-ban a Freiburgi Egyetem tiszteletbeli szenátorává választották
- 1994-ben a német angiológusok a Ratschow díj aranyérmével tüntették ki
- 1995-ben a Heidelbergi Egyetemtől vehette át a Nagy Egyetemi Érmet
- 2004 augusztusában a Magyar Köztársasági Érdemrend tisztikeresztje (polgári tagozat) állami kitüntetésben részesült

## Tudományos munkái
- Bonctechnika (társszerző dr. Róna György), Művelt Nép Tudományos és Ismeretterjesztő Kiadó, Bp. 1955.
- Kórszövettani gyakorlatok (társszerző dr. Tóth Ferenc), Medicina, Bp., 1956.
- Kórbonctani gyakorlatok, Medicina, Bp., 1962.
- Egészségügyi ABC (főszerkesztő), Medicina, Bp., 1967.
- Jegyzet a boncmester alsófokú szakképzéshez, Egészségügyi Szakdolgozók Központi Továbbképző Intézete, Bp., 1981.